# あそむび
あそむびはNTT西日本により2007年1月23日から同年3月28日まで期間限定で公開されていたコミュニケーションサイト。あそむびとは「遊ぶムービー（映画）」を表す。

## 概要
「ムービーは遊ぶ時代。」をコンセプトに、映像と双方向・参加型コンテンツを融合させたコミュニケーションサイト。映像を視聴するだけでなく、映像を基に遊んだり面白さを人に伝えたりすることなどといった「インタラクティブなムービー体験」ができる映像コンテンツである。

### 構成
「あそむび」を見るにはIDの登録が必要で、半角英数4～8字でIDおよびパスワードを入力するとログインできる。「あそむび」のメインコンテンツとなるのはWebムービー『幸運探偵〜風烈光の事件簿〜』（後述）であり、これを視聴し、物語に連動したクロスワードパズルを順番に解き進めていくと様々な映像コンテンツが出現する。第1部ではプロローグを見た後、全5話から成るオムニバス形式の本編およびフレッツ光のCMを順不同で見、本編およびCMに出てきたキーワード6つをクロスワードパズルの表に書き込むとエピローグが見られる。第2部ではサイト内に隠されているヒントを見つけ出しクロスワードパズルを解き、完成すると「秘密のあそむび」と題するおまけが見られる。第3部ではさらにクロスワードを解き、完成するとエンディングの動画が見ることができ、見た人の中から抽選で主題歌を担当するスキマスイッチのコンサートチケット等のプレゼントが当たる。

### タイアップ
同グループ内企業であるNTTレゾナントが運営するポータルサイト「goo」および動画共有サイト「ClipLife」（2009年に「goo ClipLife」に改称、2011年にサービス終了）、また、SNS「mixi」とのタイアップにより、「あそむび」の情報を知人と共有できる場（goo上のタイアップページ、ClipLife上のスペシャル映像、mixi公認「あそむび」コミュニティ等）が提供された。また、2007年1月12日から1月22日までgooおよびmixiにて限定先行告知され、同年1月20日から1月22日までgooブログ会員とmixiユーザー向けに限定試写された。

### その他
Webムービーと連動しないコンテンツも存在する。「フレッツ光クイズ」ではフレッツ光に関連した全3問のクイズで、全問正解するとスクリーンセーバーがダウンロードできる。また、「あそむびグリーティングカード」ではコンテンツの素材を使って、知人に動画を見られるメールを送ることができる。

## Webムービー
タイトルは『幸運探偵〜風烈光の事件簿〜』。プロローグムービー、5本のクロスワード連動ムービー（「赤の部屋」「青の部屋」「黄の部屋」「桃の部屋」「緑の部屋」のオムニバス形式）、エピローグムービーの7部構成（計約35分）の作品となっている。

### 登場人物
- 風烈光（ふうれつひかる、佐々木蔵之介）：これまで幸運で事件を解決してきた探偵。今回ラーメン屋の主人の失踪事件を探る。「光の速さで事件を解決、探偵の、風烈光です。」が決め台詞。光はフレッツ光を暗示する。
- ウェイトレス（長澤まさみ）：喫茶店ロマンス亭の店員。
- ラーメン屋の娘（中川翔子）：「とんこつ屋」の娘。風烈光に父の行方を探ってほしいと依頼した。
- 中川正人（二瓶鮫一）：行方不明になったラーメン屋「とんこつ屋」の主人。62歳。

赤の部屋
- 強盗（笑い飯）
- 赤木（平岩紙）

青の部屋
- 会社員（ビビる大木）
- 青島（村井美樹）

黄の部屋
- 教師（寺島進）
- 黄田（小松愛）

桃の部屋
- 編集者（温水洋一）
- 桃井（吉本菜穂子）

緑の部屋
- 元ミスコン女王（三浦理恵子）
- 緑山（町田マリー）

### スタッフ
- 演出：守屋健太郎
- 脚本：土屋亮一

### プロローグ
喫茶店「ロマンス亭」に来たウェイトレスは先に店に来てカウンターに座っていた客五人の注文を受ける。折りしもボストンバッグが流行しており、六人ともは同じカバンを持っていた。ウェイトレスは奥に入って飲み物を取ってくる。その間五人に同時に携帯電話が鳴り出し席を立って話す。ウェイトレスが戻って来て飲み物を置こうとするが誰がどれを注文したか覚えていなかったため適当に置いた。五人は電話を終えて元の席でなく注文した飲み物のある席に着いた。席の交替は以下である。ウェイトレスから見て右側が0番目、左側が5番目である。
- 5（強盗、ミックスジュース）、4（d,編集者、メロンソーダ）、3（元ミスコン、ダージレンティー）、2（教師、アイスコーヒー）、1（会社員、アイスミルク）、0（ウェイトレスのカバン、注文なし）

- 5（座った人なし、飲み物なし）、4（強盗、ミックスジュース）、3（編集者、メロンソーダ）、2（会社員、アイスミルク）、1（元ミスコン、ダージレンティー）、0（教師、アイスコーヒー）

五人は飲み終えると手元のカバンを取り店を出た。ウェイトレスが残ったカバンに違和感を覚える。そのとき少女が店に入り、新聞を見ていた五人とは別の客の向かいに座った。その客曰く「光の速さで事件を解決、探偵の、風烈光です。」と。少女は前も聞いたと答える。風烈が続けて言うには、中川正人（少女の父）という人が失踪した、何か事件に巻き込まれたのだろうと。少女がそれも前に聞いた、聞き込みはしているのかと尋ねるが何もしていなかったので呆れる。少女曰く「この店の前で女が大きな袋をひきずってアパートに入っていった。」その後二人はアパートを訪ねる。アパートには女性が5人住んでいるという。一方ウェイトレスがカバンを開けると中にナイフが入っていた。

### 本編

#### 赤の部屋
風烈が赤木という人の住む101号室の呼び鈴を鳴らしたところ、強盗に部屋に連れ込まれた。強盗の片割れはボールペンで赤木を脅し金を要求していた。赤木にペンを渡し言いたいことを書けと命令するが紙がない。相方がカバンを探り中に入っていた紙を手渡す（強盗が持っていたのは編集者のカバンである）。他にカバンからは(1)尖が金の万年筆の束、(2)金属製の羽ペン、(3)曲線用の定規が出てきた。風烈は時々口を挟んだ後部屋から出ようとするが、赤木に蹴りつけられて骨を折られる。

#### 青の部屋
青島という人の住むの102号室では会社員が青島に102回目のプロポーズをしていた（101回目のプロポーズが典故である）。そこに風烈もいて話に加わる。会社員はオセロをしながら思いを語ろうといいカバンからオセロを取り出そうとするが寄せ書きが出てきた（会社員が持っていたのは教師のカバンである）。青島が会社員を突き飛ばそうとすると右腕の骨が痛むらしく、自分はマッサージ2位なんだよ、マッサージをしてあげるよと言うと青島は承諾する。会社員と風烈は部屋にあがるが実は2位というのは4人家族の2位という意味で嘘をついていた。会社員はさらに風烈にオセロを買ってくるように頼む。オセロも占いのラッキーアイテムだという。渋る風烈に財布を渡して部屋から追い出し二人きりになったと安心したが、肩たたきの棒が見つかったからマッサージはいいと急に青島に断られる。

#### 黄の部屋
黄田という人が住む103号室では教師が語気を荒らげて話をしていた。黄田は高校の三年生でしばらく学校に行っていないらしい。教師がラグビーなら教えられる、追試に受かればまだ可能性はある、といった話をしているところに風烈が訪れた。高校生が玄関に出ている間にカバンを机に置き、高校生が戻ってくると開けてみろという。開けてみるとただの弁当であった（教師が持っていたのはウェイトレスのカバンである）。教師は寄せ書きだと思っており「クラス全員で作ってきたんだ」、「これが一番なんだよ」「ベッドの横にでも飾っとけ」「これを観たときは涙が出たよ」と通じない会話をする。やっと気づくと今度は風烈に食って掛かる。何かいい案は無いかと聞かれた風烈は「替え玉に追試を受けさせる」と言ったためその生徒を探してこいと言われる。

#### 桃の部屋
風烈は104号室で桃井という人にラーメン屋の主人のことを尋ねるが見覚えがないという。そこには編集者もいた。編集者はのんきに漫画を読む風烈を帰す。桃井は編集者に買い物を頼んでおり編集者はそのカバンを渡したが、中身は写真一枚であったため（編集者の持っていたのは元ミスコンのカバンである）、頼んだ物が違うことに叱責される。編集者は耐えかねて遂に日ごろ思っていたことを言い、話は写真のレースクイーンとすし職人のラブストーリーの構想に及ぶ。レースクイーンの普段着の写真を撮ってくるように言われた編集者は部屋に隠れて漫画を読んでいた風烈に撮影を頼む。

#### 緑の部屋
105号室の緑山という人の部屋では「まーくん」という男のことで険悪な雰囲気であった。元ミスコン女王はまーくんと付き合っている緑山にどこに匿ったか問い詰める。覚悟はいいかしらと言ってカバンから取り出したのはオセロであった（元ミスコンの持っていたのは会社員のカバンである）。しかたなくオセロで白黒をつけることになり、盤に向かい合って心の声を戦わせる。風烈はいつのまにか部屋に入り二人の隣でじっと座る。元ミスコン女王は遂に着手して隅を取ることに成功し逆転だと思ったが緑山はいつのまにかもう一回り広いオセロ盤を用意していた。途中で元ミスコン女王が足を滑らせて試合は中止になり（緑山の勝ち）、風烈は元ミスコン女王に湿布を買ってくるように頼まれる。

### 光CM
画面が反転すると黒子が現れ、長澤まさみがフレッツと書いた看板からビビビビビと言いながら閃光を放って黒子を追いやる。そしてフレッツ光はセキュリティー標準装備と宣伝の口上を述べる。

### エピローグ
風烈は青島の部屋に来て、誤って黄田の替え玉、緑山の湿布、を告げる。青島に突き飛ばされると赤木に蹴られた脇腹が痛む。次に桃井のレースクイーンの写真を告げる。そこで唐突にナレーションが入り青島が犯人であることが判明する。青島曰く、付き合っていた彼氏にラーメンを作る約束をし、本を読んで作っていた。しかし急に携帯電話が鳴り、一方的に別れ話を切り出された。失恋の悲しみを麺の湯切りにぶつけた（プロローグで包丁を刺しているように見えるのはこの場面である）。そのとき勢いで右腕を傷めた。その夜はラーメンを作るためにラーメン屋の前に来てトンコツの袋を盗んだ（プロローグで麻袋を引きずっているのはこの場面である）。
風烈はロマンス亭でラーメン屋の娘に事情を話す。娘はトンコツの窃盗の件は納得して失踪した父のことを聞くが風烈はその件をすっかり忘れていた。一方六人は取り違えたカバンを交換する。そのころ緑山がまーくんと腕を組んで歩いていた。まーくんがギャル語で言うに元ミスコン女王はいつも店の前に居ついているらしい。六人が談笑していると緑山とまーくんがロマンス亭に入ってきた。まーくんがラーメン屋の主人であり、緑山の家に泊まっていたのだった。

## 主題歌
- スキマスイッチ「君曜日」（シングル『アカツキの詩』に収録）

主題歌としてエピローグの終わりに流れる。また、本Webムービーの映像を用いた同曲のミュージック・ビデオも制作されている。なお、劇中における青島の携帯電話の着メロもスキマスイッチの曲である。